# Manuel Antonio
Pour les articles homonymes, voir Manuel Antonio (homonymie).
Manuel Antonio Pérez Sánchez, né à Rianxo en Galice (Espagne) le 12 juillet 1900 et décédé  dans la même commune le 28 janvier 1930, est un poète galléguiste. Il a toujours utilisé ses deux prénoms Manuel Antonio comme nom d'homme de lettres. La Journée des lettres galiciennes lui a été dédiée en 1979.